# Nemesgörzsöny megállóhely
Nemesgörzsöny megállóhely egy Veszprém vármegyei vasúti megállóhely Nemesgörzsöny településen, a MÁV üzemeltetésében. A község belterületének északkeleti szélén helyezkedik el, közúti elérését a 8406-os útból kiágazó 84 303-as számú mellékút biztosítja.

## Vasútvonalak
A megállóhelyet az alábbi vasútvonalak érintik:
- Pápa–Csorna-vasútvonal

## Kapcsolódó állomások
A megállóhelyhez az alábbi állomások vannak a legközelebb:
- Marcaltő megállóhely (Pápa–Csorna-vasútvonal)
- Pápa vasútállomás (Pápa–Csorna-vasútvonal)

## Forgalom
| Járat        | Útvonal | Gyakoriság   |
| ------------ | --- | ------------ |
| személyvonat | Csorna – Rábapordány – Egyed-Rábacsanak – Szany-Rábaszentandrás – Rábahíd – Marcaltő – Nemesgörzsöny – Pápa | Napi 2-3 pár |